# Brulleia latiannulata
Brulleia latiannulata är en stekelart som först beskrevs av Cameron 1911.  Brulleia latiannulata ingår i släktet Brulleia och familjen bracksteklar. Inga underarter finns listade.